# Trachypithecus auratus
El lutung o langur de Java, (Trachypithecus auratus) es una especie de primate catarrino de la familia Cercopithecidae que habita en la isla de Java y algunas islas vecinas.

## Subespecies y distribución
La especie se distribuye en las islas indonesias de Java, Bali, Lombok, Pulau Sempu y Nusa Barung; siendo probable que la población de Lombok hubiese sido introducida por los humanos.
- T. auratus auratus (langur de Java oriental), se encuentra al oriente de Java, Bali, Lombok, Pulau Sempu y Nusa Barung.
- T. auratus mauritius (langur de Java occidental), restringida al occidente de Java.

En 1995, la actual especie Trachypithecus ebenus se clasificó temporalmente como subespecie de T. auratus, pero fue elevada posteriormente al rango de especie en 2001.
En 2008, Roos et al, confirieron a T. a. mauritius el rango de especie, con el nombre binomial Trachypithecus mauritius.

## Características

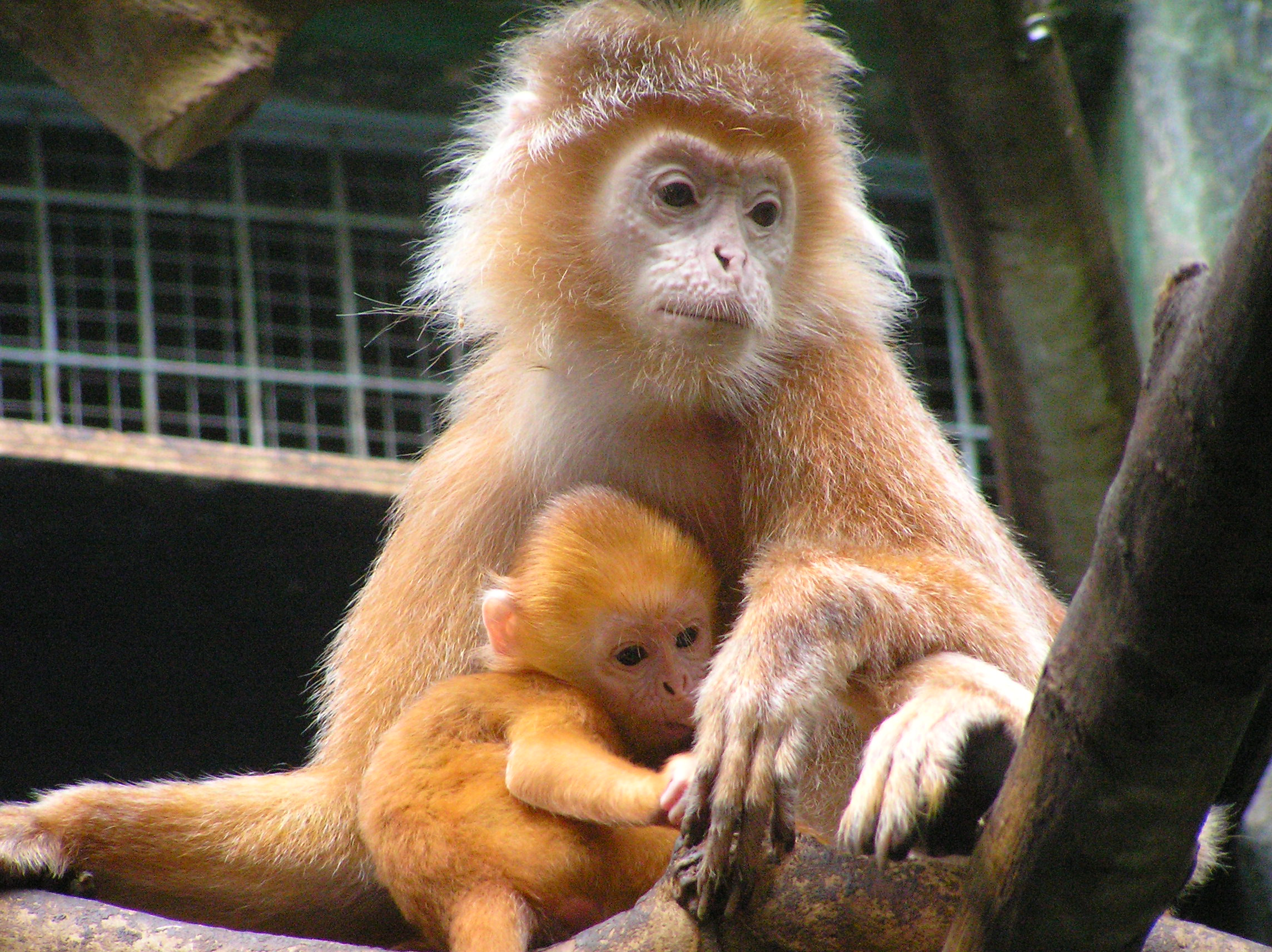
Madre e hijo de la población clara de la subespecie T. auratus auratus.

Las dos subespecies tienen un pelaje negro lustroso de color gris en las extremidades, flancos y vientre. Algunos ejemplares de la subespecie T. a. auratus poseen pelaje anaranjado. Las crías nacen con pelaje de colo naranja, el cual tiende a hacerse más obscuro con la edad. Las hembras difieren por el hecho de poseer un parche amarillo en la región púbica. Dentro de la subespecie Trachypithecus auratus auratus existe una pequeña población cuyos individuos no pierden su coloración juvenil al llegar a la edad adulta; en lugar de ello, el pelaje solo se obscurece ligeramente, guardando matices amarillos en los flancos, los miembros, alrededor de los oídos, y un tinte negro en la espalda.
El promedio de peso corporal es de 7 kg, la talla promedio es de 55 cm, y como todos los langures la cola es muy larga alcanzando hasta 98 cm de longitud.
El lutung de Java habita dentro y en los alrededores de la selva tropical. Es un primate diurno y arbóreo. Su dieta es principalmente herbívora, consistente en hojas, frutos, flores y brotes; en menor proporción también se alimentan de larvas. Como otros colobinos, poseen estómagos especializados para digerir plantas de modo eficiente. También poseen glándulas salivares grandes que les ayudan a digerir los alimentos.
Es un animal social que convive en grupos de al menos siete individuos, con uno o dos machos adultos dentro del mismo. Las hembras, a pesar de ocuparse de sus propias crías y las de las otras hembras del grupo, son agresivas en presencia de hembras de otros grupos. La especie no posee una temporada de apareamiento discernible y las hembras paren un solo vástago por vez.

## Conservación
La UICN considera al langur de Java una especie vulnerable, a causa del declive de su población a raíz de la captura dentro del tráfico ilegal de mascotas, la caza y la pérdida de hábitat.